# Beer Geek Wedding in Londen City
Beer Geek Wedding in Londen City is een Belgisch bier van hoge gisting.
Het bier wordt gebrouwen in Brouwerij Alvinne te Moen. 
Het is een donkerbruin bier met een alcoholpercentage van 8%. Voor een huwelijksfeest in Londen in 2011 werd een blend gemaakt van 70% Morpheus Dark, een jaar gerijpt op whiskyvaten en 30% Kerasus 2010.